# Chiesa della Beata Vergine Maria (Nogaredo)
La chiesa della Beata Vergine Maria è la parrocchiale di Brancolino, frazione di Nogaredo in Trentino. Fa parte della zona pastorale della Vallagarina dell'arcidiocesi di Trento e risale al XIII secolo.

## Storia

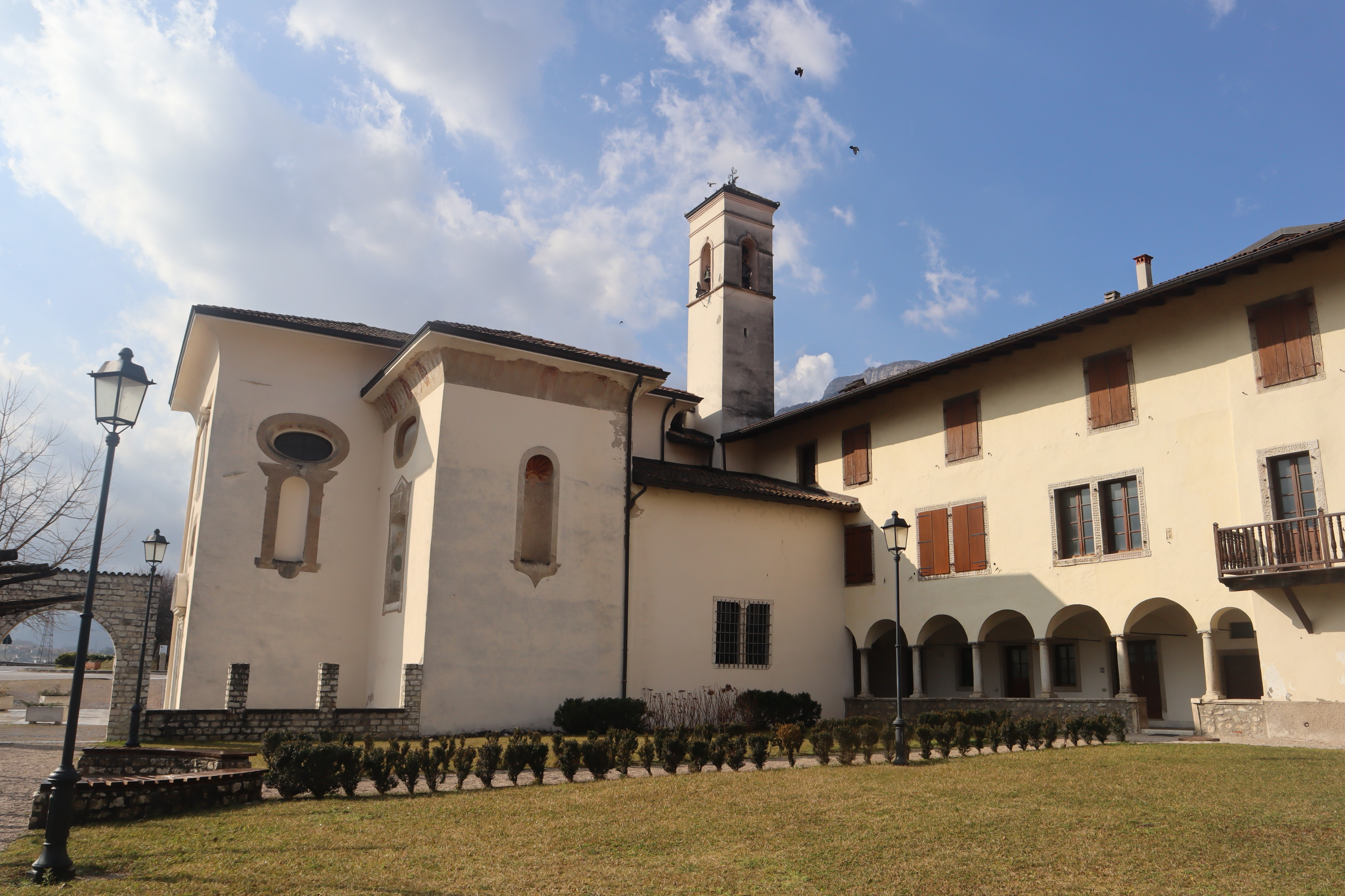
Esterno della chiesa della Beata Vergine Maria

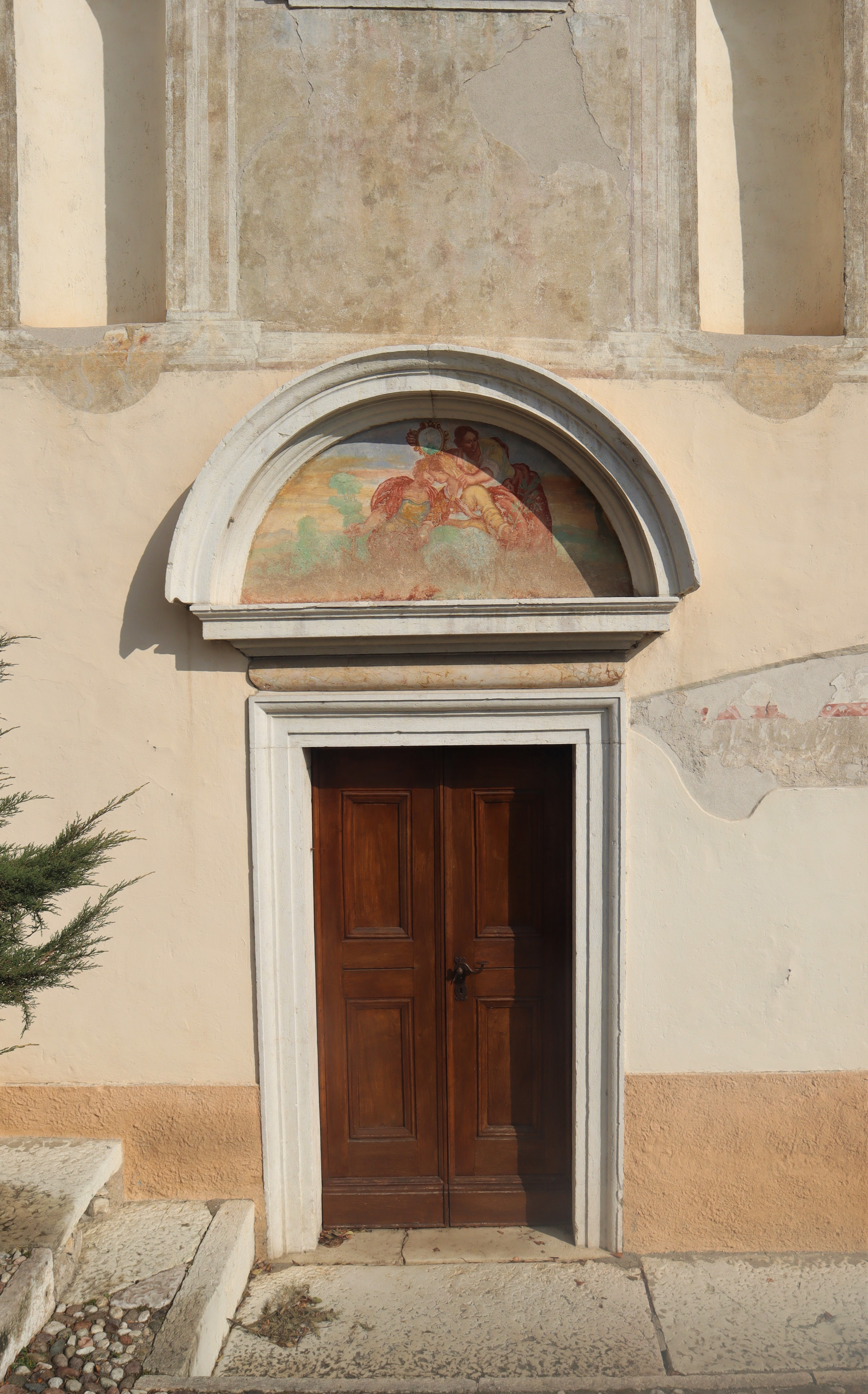
Portale con finestra a lunetta decorata

Il primo luogo di culto a Brancolino sembra essere stato edificato entro il 1240 poiché in tale anno venne citato e definito come una cappella di piccole dimensioni. Nel 1260 venne ricordato nuovamente perché soggetto alla chiesa di Santa Maria in Organo di Verona.

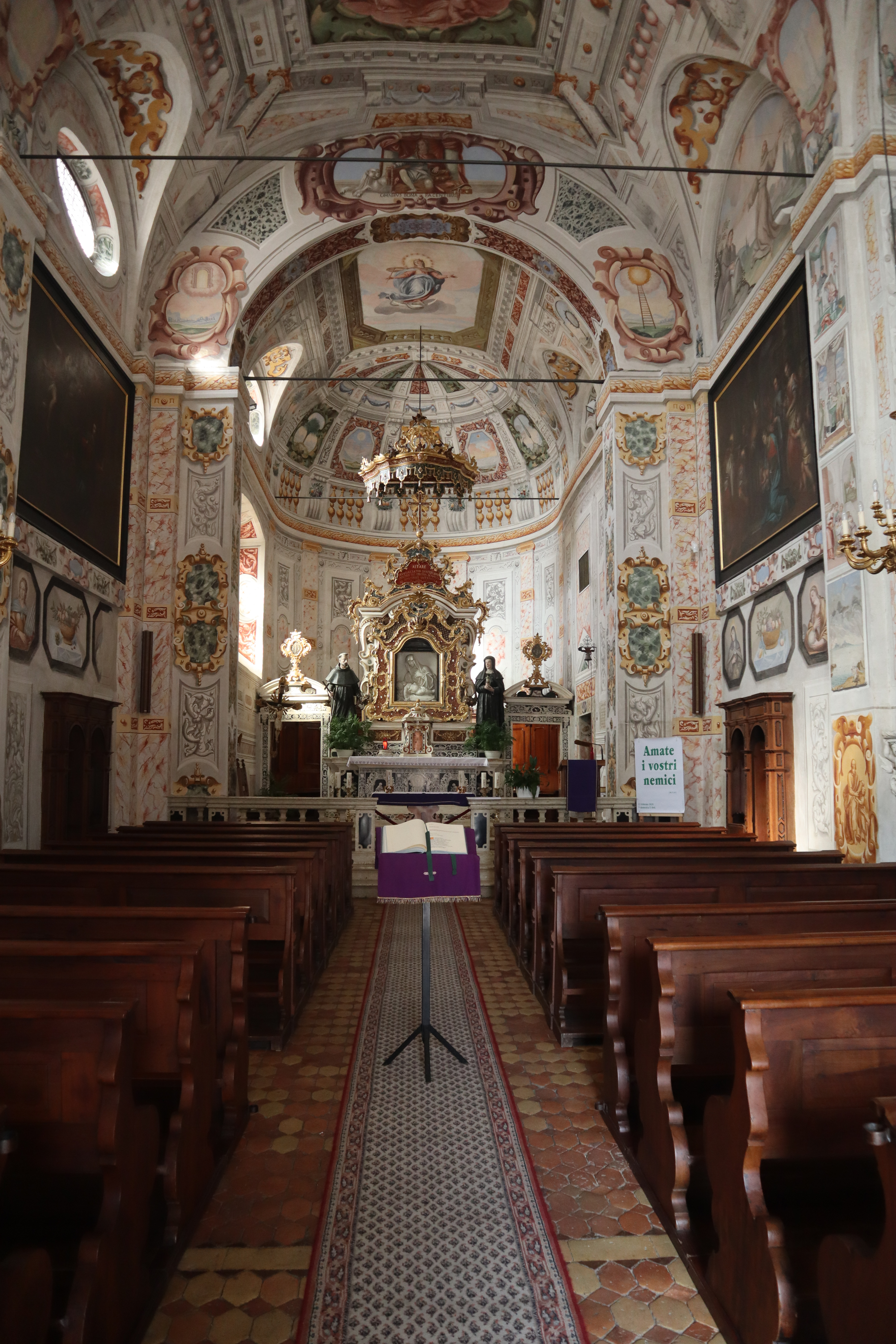
Navata con altare maggiore.

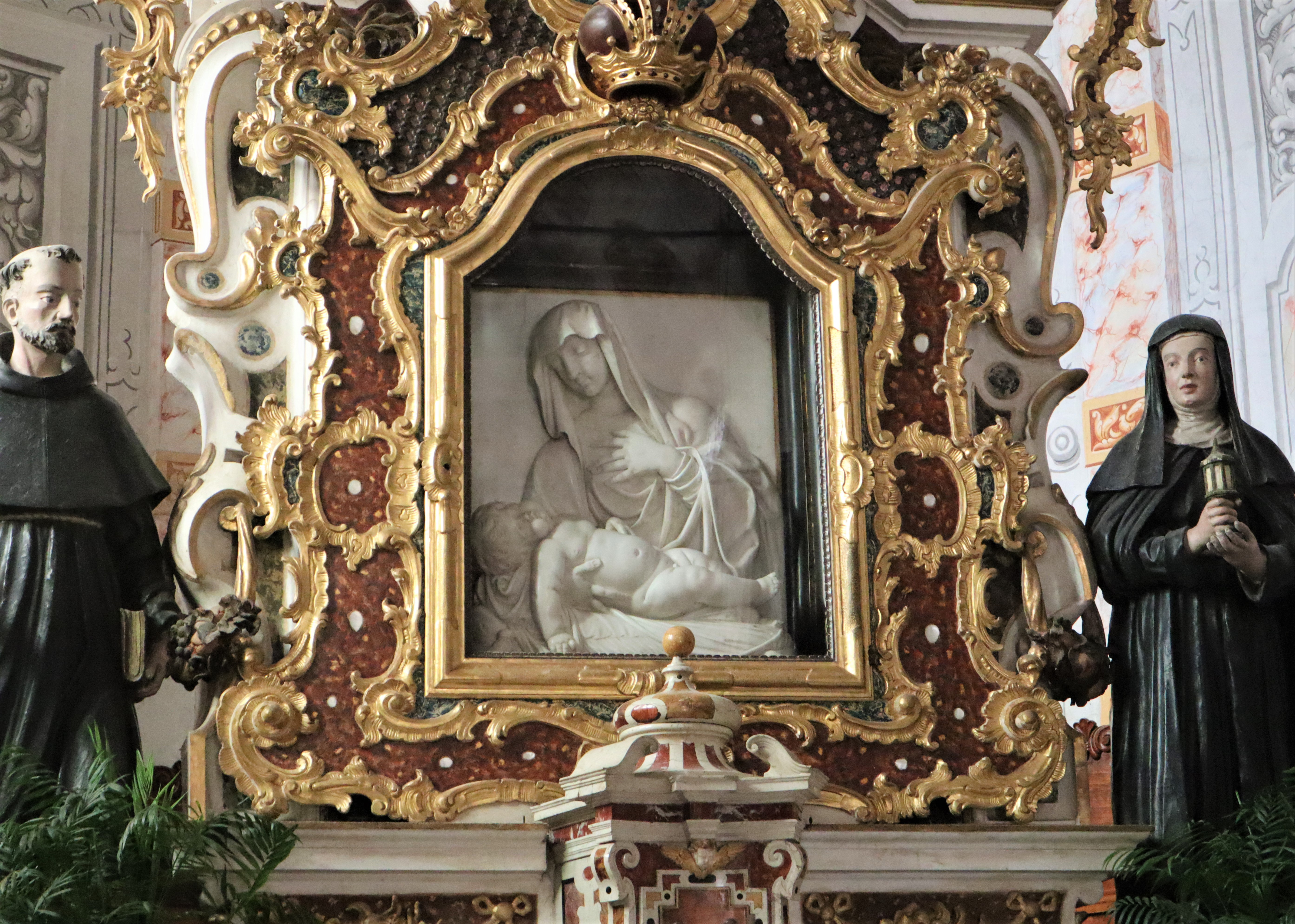
Particolare dell'altare maggiore.

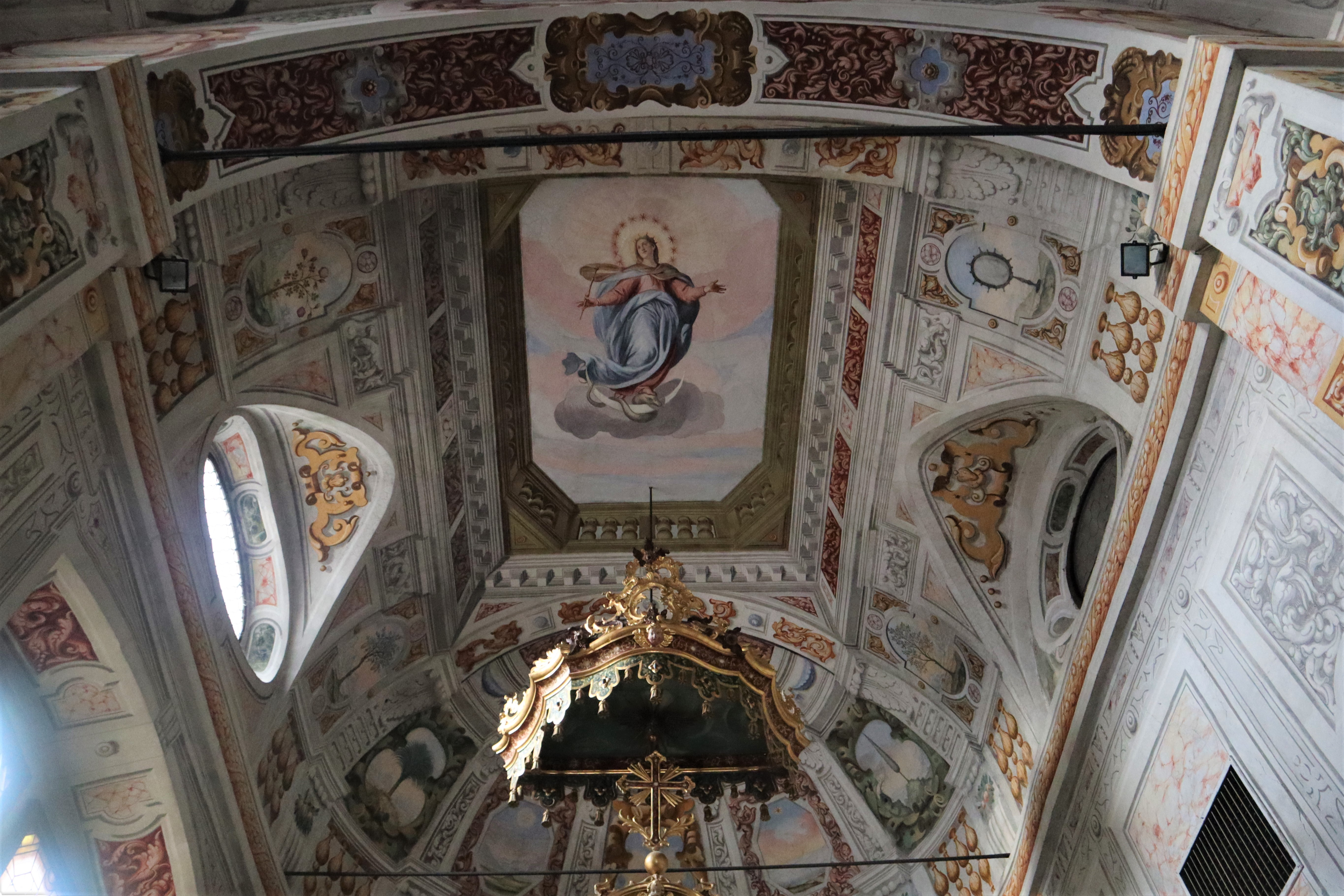
Volta del presbiterio con affresco raffigurante la Beata Vergine Maria.

Attorno al XVI secolo la piccola chiesa venne affidata alle cure dei Lodron che ne disposero a lungo. Tra i primi rettori responsabili della sua custodia vi fu padre Franceschino di Monza e durante il periodo della sua permanenza venne eretto nelle sue adiacenze un edificio a uso abitativo. In seguito, grazie anche alla volontà della contessa Veronica Lodron e alla presenza di padre Bonaventura di Caravaggio, la piccola abitazione venne ampliata per divenire un convento.
Dopo le prime modifiche strutturali alla chiesa e alle sue pertinenze la contessa fece ampliare nuovamente gli edifici e ne affidò le cure ai frati di Sant'Antonio. Venne elevata a dignità di espositura nel 1534 e divenne sussidiaria della pieve di Villa Lagarina.
Attorno alla metà del XVII secolo, su probabile progetto di Mattia Carneri e per volontà dei Lodron venne eretta la cappella laterale dedicata a Sant'Antonio (secondo alcune fonti il Carneri potrebbe essersi limitato al progetto del solo altare e alla sua decorazione). Nel periodo immediatamente successivo vennero incaricati i pittori bresciani Pompeo Ghitti e Pietro Antonio Sorisene di decorare le pareti interne della sala.
Durante il periodo dell'invasione napoleonica il convento venne soppresso e subito dopo reintegrato, anche se in pochi decenni perse le sue funzioni originarie. Tra gli anni 1844 e 1854 i suoi locali vennero utilizzati come essiccatoio statale per il tabacco, in attesa che entrasse in funzione la manifattura tabacchi di Rovereto.
La torre campanaria venne eretta solo negli anni trenta e venne elevata a dignità di chiesa parrocchiale nel 1961, acquisendo indipendenza rispetto alla pieve di Villa Lagarina. Alla fine degli anni sessanta vennero trafugati quattro preziosi dipinti a olio e un importante documento storico del 1730 relativo alla concessione per i fedeli della chiesa del Perdono d'Assisi.
Attorno al 1975 l'edificio fu oggetto di un restauro conservativo importante che riguardò le coperture del tetto, il rifacimento delle intonacature esterne, la revisione dei serramenti e la posa di un impianto di allarme. Gli ultimi interventi si sono conclusi attorno al 1994, quando vennero recuperati e riportati alla luce alcuni affreschi che erano stati imbiancati in un periodo che non è noto.

## Descrizione

### Esterni
La facciata è quadrangolare e culmina nel cornicione leggermente sporgente. Il portale architravato e incorniciato da elementi lapidei è sormontato dalla finestra a lunetta in cornice, cieca e con motivo ornamentale. Alla fiancata destra si accosta la struttura dell'antico convento. Il prospetto laterale sinistro ha un secondo portale di accesso sovrastato da una finestra a lunetta cieca ed affrescata. La torre campanaria si trova in posizione arretrata unita alla parte presbiteriale e la sua cella si apre con quattro finestre a monofora alte e strette.

### Interni
Gli interni comprendono un'unica navata e sono ricchi di dipinti, affreschi e stucchi attribuiti a vari autori. A Pompeo Ghitti si devono alcune grandi tele con storie della vita della Madonna e la pala d'altare dedicata a Sant'Antonio. A Gaspare Antonio Baroni Cavalcabò si deve la Cena di Emmaus, sul tabernacolo oltre alla tela Estasi di San Giuseppe da Copertino. Altri dipinti presenti sono attribuiti a Pietro Antonio Sorisene. La cappella laterale di gusto rococò ha due porte decorate e intarsiate.